# Eva Gonzalès
Eva Gonzalès (Párizs, 1849. április 19.  –  Párizs, 1883. május 5.) francia impresszionista festő.

## Pályája
16 éves korában Charles Chaplinnél, a korszak divatos társasági festőjénél tanult festeni és rajzolni. A kurzuson csak leányok vettek részt, mert akkoriban a nők nem kaphattak képzést állami képzőművészeti akadémiákon. 1869-ben saját műteremben kezdett festeni. Alfred Stevens belga festő mutatta be Édouard Manet-nak. A festőt megigézte Eva szépsége, felkérte a fiatal nőt modellnek és elfogadta tanítványának.
1870-ben két képpel jelentkezett a Salonon. A Kis katona kompozícióján már Manet hatása érezhető. Könnyed, világos és kecses pasztelljein leheletnyi melankólia érződik. Az impresszionista festőnőkhöz hasonlóan témáit a mindennapi életből vette. Gyakran ült modellt számára lánytestvére, Jeanne. Festményeivel nem vett részt az impresszionisták csoportos kiállításain. Manet-hoz hasonlóan a Salonon állított ki, hogy hivatalos elismerésben részesülhessen.
1879-ben férjhez ment Henri Guérard rézmetszőhöz. Négy évvel később fia született, de még a gyermekágyas időszakban embólia következtében elhunyt. A szülés előtt néhány nappal szerzett tudomást Manet haláláról, és nagyon sajnálta, hogy nem tudott elmenni a temetésére.

## Galéria

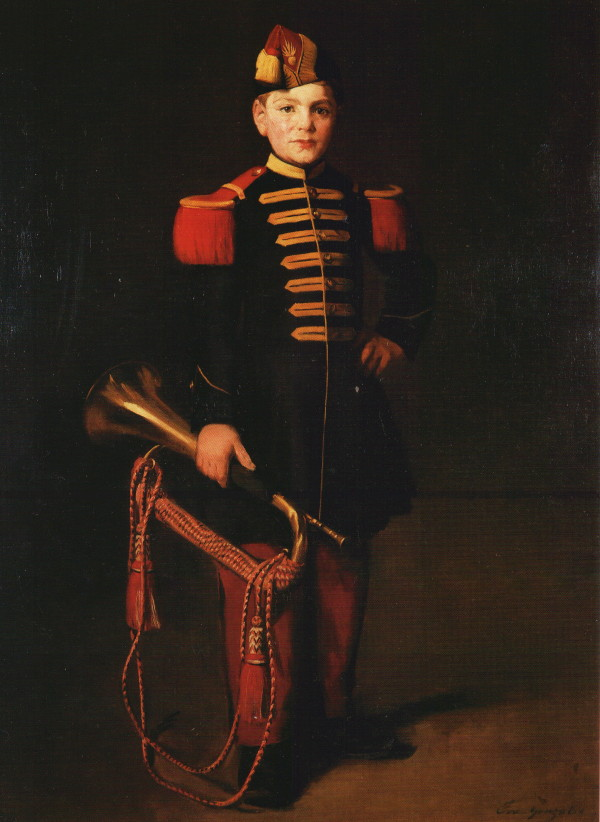
Kis katona
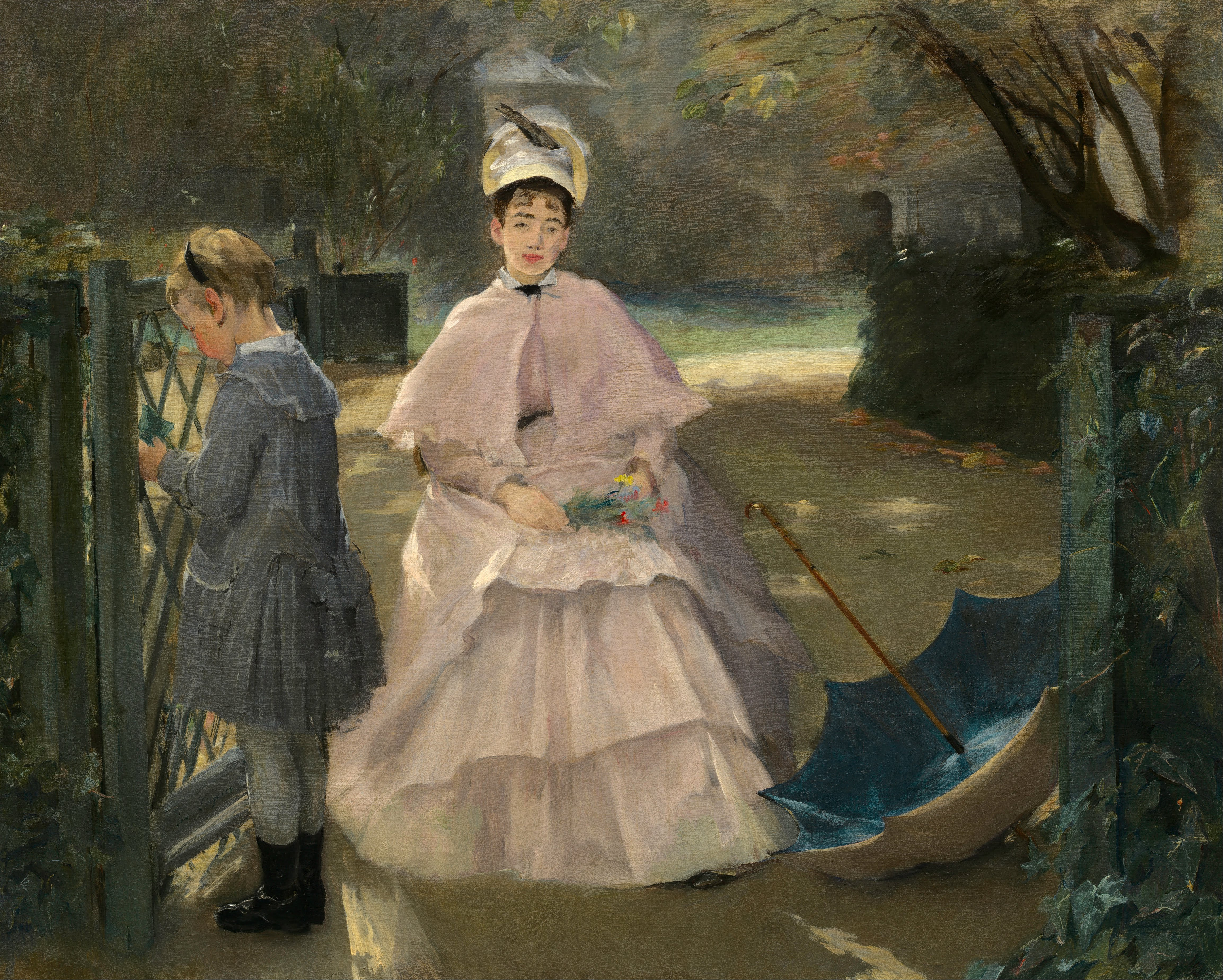
Gyermek és a nevelőnő
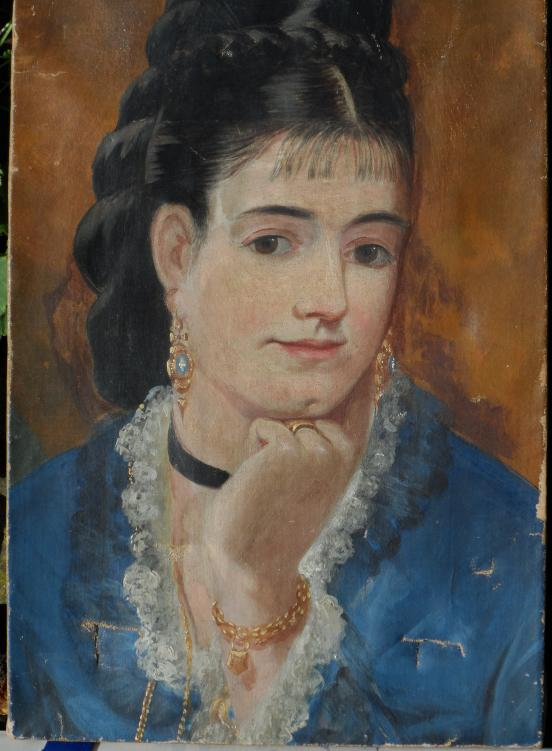
Önarckép
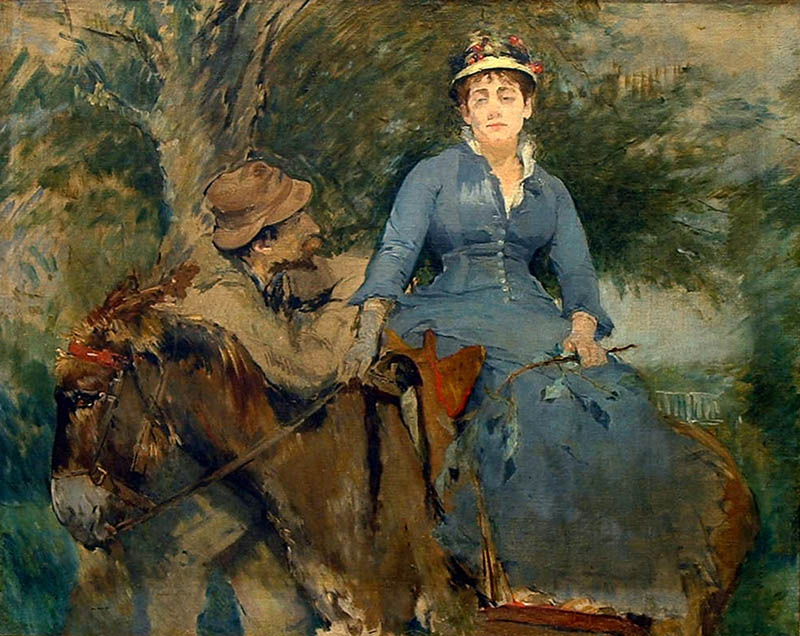
Szamárháton
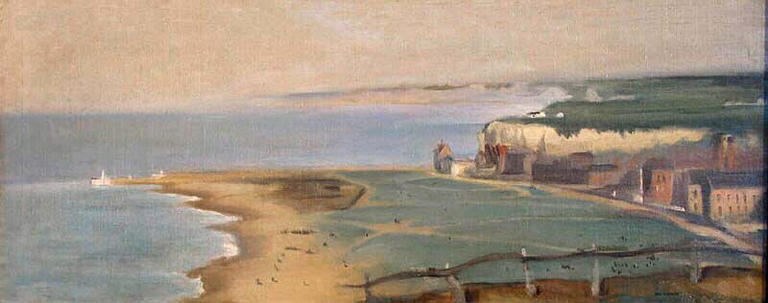
Dieppe-i strand
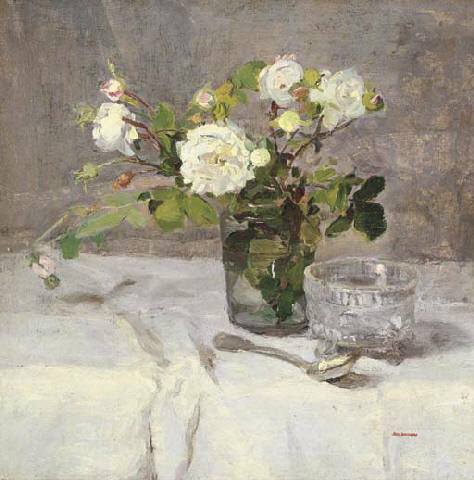
Rózsák üvegvázában
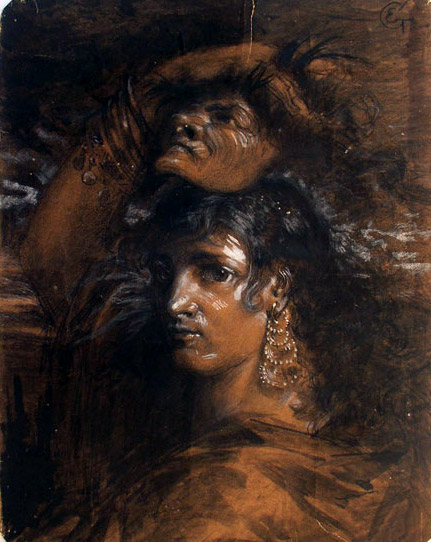
Színésznő álarccal
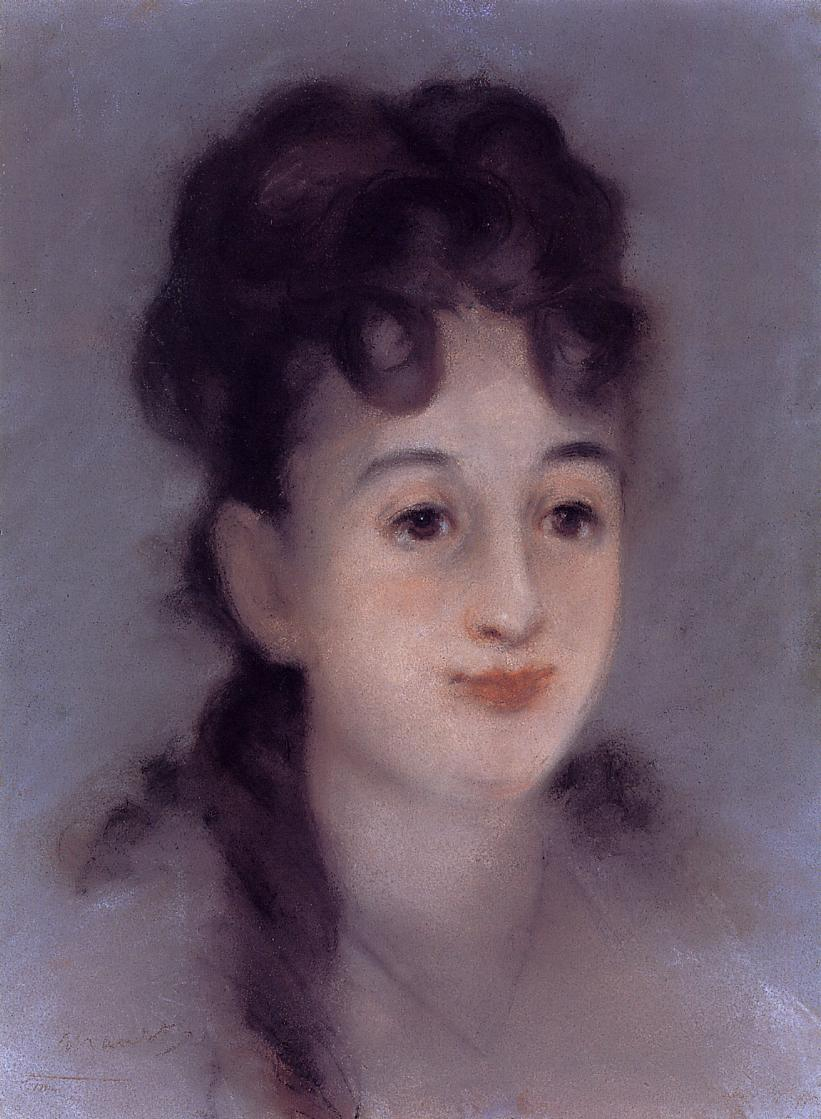
Eva Gonzalès arcképe, Édouard Manet festménye